# الانتخابات التشريعية السورية 1954
الانتخابات التشريعية في سوريا والتي تمت في 24 و25 سبتمبر 1954، وتمت دورات الإعادة في 4 و5 أكتوبر، وتراجع بنتائجها شعبية الأحزاب السورية مقابل إحراز المستقلين وهم في الغالب من وجهاء المدن والبلدات السوريّة أو من التجار أو شيوخ العشائر أكبر كتلة مستقلة في تاريخ البرلمانات السورية؛ كما شهدت هذه الانتخابات تقدم الأحزاب اليساريّة كالبعث والسوري القومي في ظل حافظ الإخوان المسلمين على موقعهم السابق بأربع نواب. جاءت هذه الانتخابات بعد عودة الحياة الدستورية والإطاحة بحكم أديب الشيشكلي الذي جاء إلى السلطة بانقلاب عسكري. حقق المركز الأول فيها، وكالانتخابات السابقة، حزب الشعب.

## النتائج
| الحزب                | الأصوات | % | المقاعد |
| -------------------- | ------- | - | ------- |
| حزب الشعب            |         |   | 30      |
| حزب البعث            |         |   | 22      |
| الحزب الوطني         |         |   | 19      |
| الإخوان المسلمون     |         |   | 4       |
| حزب التعاون          |         |   | 2       |
| الحزب السوري القومي  |         |   | 2       |
| حركة التحرر العربي   |         |   | 2       |
| الحزب الشيوعي السوري |         |   | 1       |
| مستقلين              |         |   | 60      |
| المجموع              |         |   | 142     |